# Sivaji Ganesan
Viluppuram Chinnaiahpillai Ganesan (1er octobre 1928 - 21 juillet 2001), ou Vettaithidal Chinnaiah Ganesan, plus connu sous son nom de scène Sivaji Ganesan, était un acteur, producteur du cinéma indien, actif pendant la seconde moitié du XXe siècle. Il a été l'un des plus grands acteurs indiens de tous les temps. 
Il était bien connu pour sa polyvalence et pour ses interprétations magistrales des personnages divers et variées à l'écran, ce qui lui a valu aussi le titre honorifique de Nadigar Thillagam (fierté des acteurs).
Sivaji Ganesan a été le premier acteur de cinéma indien à remporter pour le film Veerapandiya Kattabomman le prix du meilleur acteur dans un festival international du film. Le Festival du film afro-asiatique qui s'est tenu au Caire, en Égypte en 1960. 
De plus, il a reçu quatre Filmfare Awards South et un National Film Award (Spécial Jury). En 1997, il a reçu le prix Dadasaheb Phalke, la plus haute distinction pour les films en Inde. Il a également été le premier acteur indien à être fait chevalier de l'ordre des Arts et des Lettres en France.
Il s'impose comme l'un des acteurs clé de l'âge d'or du cinéma tamoul. On le surnommé le « Marlon Brando du cinéma indien ».
Au cours d'une carrière qui a duré près de cinq décennies, il a joué 288 films en tamoul, télougou, kannada, malayalam et hindi.
Une statue a été érigée à Chennai, Tamil Nadu pour honorer l'acteur en 2006.

## Biographie
Sivaji est né Ganesamoorthy le 1er octobre 1928 à Chinnaiya Manrayar et Rajamani Ammal en tant que quatrième fils à Soorakottai, dans le district de Thanjavur. 
Au début de sa carrière, il a agi sous le nom de V.C. Ganesan. Les médias ont déclaré que cela représentait Villupuram Chinnaiya Ganesan, bien qu'un des fils de Ganesan ait déclaré que le V représente Vettaithidal, un village dont leur famille est originaire. 
Sans le consentement de son père,  il a décidé de rejoindre une compagnie de théâtre sur scène à l'âge de sept ans. À l'âge de dix ans, il a déménagé à Tiruchirappalli et a rejoint une troupe de théâtre à Sangiliyandapuram et a commencé à jouer dans des pièces de théâtre. Des formateurs de troupe de théâtre, il a eu la chance d'apprendre le théâtre et la danse. Il a été formé aux formes de danse Bharatanatyam, Kathak et Manipuri.
Il a épousé Kamala en 1952 et a eu quatre enfants. Son plus jeune fils, Prabhu est un acteur tamoul notable. Ganesan a créé une société de production cinématographique à la fin des années 1950, maintenant appelée Sivaji Productions, qui est maintenant prise en charge par son fils aîné Ramkumar.  Il a deux filles Shanthi et Thenmozhi. Trois de ses petits-fils sont également apparus dans des films, avec les deux fils de Ramkumar Dushyanth Ramkumar et Shivaji Dev, tous deux ayant le nom de scène de Junior Sivaji. De plus, Vikram Prabhu a fait ses débuts dans le film acclamé par la critique Kumki en 2012.
Souffrant de problèmes respiratoires, Sivaji a été admis à l'hôpital Apollo de Chennai le 1er juillet 2001. Il souffrait également d'une maladie cardiaque prolongée depuis environ 10 ans. Il est décédé le 21 juillet 2001 à l'âge de 72 ans, trois mois seulement avant son 73e anniversaire pour lequel il avait des plans spéciaux. Un documentaire Parasakthi Muthal Padayappa Varai a été réalisé pour commémorer l'héritage de Sivaji Ganesan. Ses funérailles du lendemain ont été retransmises en direct sur Sun TV et ont rassemblé des milliers de téléspectateurs, de politiciens et de personnalités de la fraternité cinématographique sud-indienne. Son fils aîné, Ramkumar, a effectué ses derniers rites au crématoire de Besant Nagar à Chennai

## Filmographie
| Année | Film                             | Rôles                                                                                       | Langue    | Notes                                                     |
| ----- | -------------------------------- | ------------------------------------------------------------------------------------------- | --------- | --------------------------------------------------------- |
| 1952  | Parasakthi                       | Gunasekaran                                                                                 | Tamoul    |                                                           |
| 1952  | Panam                            | Umapathy                                                                                    | Tamoul    |                                                           |
| 1953  | Paradesi                         | Anand                                                                                       | Télougou  | Film bilingue                                             |
| 1953  | Poongodhai                       | Anand                                                                                       | Tamoul    | Film bilingue                                             |
| 1953  | Thirumbi Paar                    | Parandhaman                                                                                 | Tamoul    |                                                           |
| 1953  | Anbu                             | Selvam                                                                                      | Tamoul    |                                                           |
| 1953  | Kangal                           |                                                                                             | Tamoul    |                                                           |
| 1953  | Pempudu Koduku                   | Mohan                                                                                       | Télougou  |                                                           |
| 1953  | Manidhanum Mirugamum             |                                                                                             | Tamoul    |                                                           |
| 1954  | Manohara                         | Manoharan                                                                                   | Tamoul    |                                                           |
| 1954  | Illara Jothi                     | Manohar                                                                                     | Tamoul    |                                                           |
| 1954  | Andha Naal                       | Rajan                                                                                       | Tamoul    |                                                           |
| 1954  | Kalyanam Panniyum Brahmachari    | Ambalam / Ambalavanan                                                                       | Tamoul    |                                                           |
| 1954  | Manohara                         | Manohara                                                                                    | Télougou  |                                                           |
| 1954  | Manohara                         | Manohara                                                                                    | Hindi     |                                                           |
| 1954  | Thuli Visham                     | Prince Suryakaanthan                                                                        | Tamoul    |                                                           |
| 1954  | Koondukkili                      | Jeeva / Jeevanandam                                                                         | Tamoul    |                                                           |
| 1954  | Thookku Thookki                  | Sundaranthagan / Thukku Thukki                                                              | Tamoul    |                                                           |
| 1954  | Edhir Paradhathu                 | Sundar                                                                                      | Tamoul    |                                                           |
| 1955  | Kaveri                           | Vijayan                                                                                     | Tamoul    |                                                           |
| 1955  | Mudhal Thethi                    | Sivagnanam                                                                                  | Tamoul    | Film bilingue Apparence d'invité                          |
| 1955  | Modala Thedi                     |                                                                                             | Kannada   | Film bilingue Apparence d'invité                          |
| 1955  | Ulagam Palavitham                | Arunagiri                                                                                   | Tamoul    |                                                           |
| 1955  | Mangaiyar Thilakam               | Vasu / Vasudevan                                                                            | Tamoul    |                                                           |
| 1955  | Koteeswaran                      | Dr Chandar                                                                                  | Tamoul    |                                                           |
| 1955  | Kalvanin Kadhali                 | Muthaiya                                                                                    | Tamoul    | 25e film                                                  |
| 1956  | Naan Petra Selvam                | Shekar                                                                                      | Tamoul    |                                                           |
| 1956  | Nalla Veedu                      |                                                                                             | Tamoul    |                                                           |
| 1956  | Naane Raja                       | Villalan                                                                                    | Tamoul    |                                                           |
| 1956  | Thenali Raman                    | Thenali Ramakrishnan                                                                        | Tamoul    |                                                           |
| 1956  | Pennin Perumai                   | Naghu                                                                                       | Tamoul    |                                                           |
| 1956  | Raja Rani                        | Raja                                                                                        | Tamoul    | Dans ce film, il a obtenu le titre « fierté des acteurs » |
| 1956  | Amara Deepam                     | Ashok                                                                                       | Tamoul    |                                                           |
| 1956  | Marma Veeran                     |                                                                                             | Tamoul    | Apparence d'invité                                        |
| 1956  | Vazhvile Oru Naal                |                                                                                             | Tamoul    |                                                           |
| 1956  | Rangoon Radha                    | Dharmalingam Mudaliyar                                                                      | Tamoul    |                                                           |
| 1957  | Makkalai Petra Magarasi          | Sengodan                                                                                    | Tamoul    |                                                           |
| 1957  | Vanangamudi                      | Chithrasenan                                                                                | Tamoul    |                                                           |
| 1957  | Pudhaiyal                        | Durai                                                                                       | Tamoul    |                                                           |
| 1957  | Manamagan Thevai                 | Vijayakumar                                                                                 | Tamoul    |                                                           |
| 1957  | Thangamalai Ragasiyam            | Gajendran / Vikraman                                                                        | Tamoul    |                                                           |
| 1957  | Rani Lalithangi                  | Azhagapuri Prince Azhagesan                                                                 | Tamoul    |                                                           |
| 1957  | Ambikapathy                      | Ambikapathy                                                                                 | Tamoul    |                                                           |
| 1957  | Baagyavathi                      | Somu / Somasundaram                                                                         | Tamoul    |                                                           |
| 1958  | School Master                    | Vasu                                                                                        | Kannada   | Apparence d'invité                                        |
| 1958  | Uthama Puthiran                  | Parthiban et Vikraman                                                                       | Tamoul    |                                                           |
| 1958  | Pathi Bakthi                     | Pandiyan                                                                                    | Tamoul    |                                                           |
| 1958  | Sampoorna Ramayanam              | Barathan                                                                                    | Tamoul    |                                                           |
| 1958  | Bommai Kalyanam                  | Kannan                                                                                      | Tamoul    |                                                           |
| 1958  | Annaiyin Aanai                   | Shankar et Ganesh                                                                           | Tamoul    |                                                           |
| 1958  | Sarangadhara                     | Sarangadhara                                                                                | Tamoul    | 50e film                                                  |
| 1958  | Sabaash Meena                    | Mohan                                                                                       | Tamoul    |                                                           |
| 1958  | Kathavarayan                     | Kathavarayan                                                                                | Tamoul    |                                                           |
| 1959  | Thanga Padhumai                  | Manivannan                                                                                  | Tamoul    |                                                           |
| 1959  | Naan Sollum Ragasiyam            | Karunakaran                                                                                 | Tamoul    |                                                           |
| 1959  | Thayapola Pillai Noolapola Selai |                                                                                             | Tamoul    | Apparence d'invité                                        |
| 1959  | Veerapandiya Kattabomman         | Veerapandiya Kattabomman                                                                    | Tamoul    |                                                           |
| 1959  | School Master                    |                                                                                             | Hindi     | Apparence d'invité                                        |
| 1959  | Maragatham                       | Varendran                                                                                   | Tamoul    |                                                           |
| 1959  | Aval Yaar                        | Sadhasivam                                                                                  | Tamoul    |                                                           |
| 1959  | Bhaaga Pirivinai                 | Kannaiyan                                                                                   | Tamoul    |                                                           |
| 1960  | Irumbu Thirai                    | Manickam                                                                                    | Tamoul    |                                                           |
| 1960  | Kuravanji                        | Kathiravan                                                                                  | Tamoul    |                                                           |
| 1960  | Deivapiravi                      | Madhavan                                                                                    | Tamoul    |                                                           |
| 1960  | Raja Bakthi                      | General Vikrangkadhan                                                                       | Tamoul    |                                                           |
| 1960  | Padikkadha Medhai                | Rangan                                                                                      | Tamoul    |                                                           |
| 1960  | Pillalu Techina Challani Rajyam  | Scientifique                                                                                | Télougou  | Film Trilingue Apparence d'invité                         |
| 1960  | Kuzhandhaigal Kanda Kudiyarasu   | Scientifique                                                                                | Tamoul    | Film Trilingue Apparence d'invité                         |
| 1960  | Makkala Rajya                    | Scientifique                                                                                | Kannada   | Film Trilingue Apparence d'invité                         |
| 1960  | Paavai Vilakku                   | Thanikachalam                                                                               | Tamoul    |                                                           |
| 1960  | Petra Manam                      | Periyar E. V. Ramasamy                                                                      | Tamoul    |                                                           |
| 1960  | Vidivelli                        | Chandru                                                                                     | Tamoul    |                                                           |
| 1961  | Paava Mannippu                   | Ramu/Raheem                                                                                 | Tamoul    |                                                           |
| 1961  | Punar Janmam                     | Shankar                                                                                     | Tamoul    |                                                           |
| 1961  | Pasamalar                        | Rajasekaran "Raju"                                                                          | Tamoul    |                                                           |
| 1961  | Ellam Unakkaga                   | Anandan                                                                                     | Tamoul    |                                                           |
| 1961  | Sri Valli                        | Dieu Murugan                                                                                | Tamoul    |                                                           |
| 1961  | Marutha Nattu Veeran             | General Jeevagan                                                                            | Tamoul    |                                                           |
| 1961  | Palum Pazhamum                   | Dr. Ravi                                                                                    | Tamoul    |                                                           |
| 1961  | Kappalottiya Thamizhan           | V. O. Chidambaram Pillai                                                                    | Tamoul    |                                                           |
| 1962  | Paarthaal Pasi Theerum           | Balu                                                                                        | Tamoul    | 75e film                                                  |
| 1962  | Nichaya Thaamboolam              | Raghu / Raghuraman                                                                          | Tamoul    |                                                           |
| 1962  | Valar Pirai                      | Kanagu                                                                                      | Tamoul    |                                                           |
| 1962  | Padithal Mattum Podhuma          | Gopal                                                                                       | Tamoul    |                                                           |
| 1962  | Bale Pandiya                     | Pandiyan, Maruthu et Shankar                                                                | Tamoul    |                                                           |
| 1962  | Vadivukku Valai Kappu            | Kumara Vijayaboopathy                                                                       | Tamoul    |                                                           |
| 1962  | Senthamarai                      |                                                                                             | Tamoul    |                                                           |
| 1962  | Bandha Pasam                     | Parthiban                                                                                   | Tamoul    |                                                           |
| 1962  | Aalayamani                       | Thiyagu / Thiyagarajan                                                                      | Tamoul    |                                                           |
| 1963  | Chitor Rani Padmini              | General Rana Ratan sing                                                                     | Tamoul    |                                                           |
| 1963  | Arivaali                         | Alavanthan                                                                                  | Tamoul    |                                                           |
| 1963  | Iruvar Ullam                     | Selvam                                                                                      | Tamoul    |                                                           |
| 1963  | Naan Vanangum Dheivam            | Sundaram                                                                                    | Tamoul    |                                                           |
| 1963  | Kulamagal Radhai                 | Chandran                                                                                    | Tamoul    |                                                           |
| 1963  | Paar Magaley Paar                | Zamindar Sivalingam                                                                         | Tamoul    |                                                           |
| 1963  | Kungumam                         | Sundaram / Kalamegam                                                                        | Tamoul    |                                                           |
| 1963  | Ratha Thilagam                   | Major Kumar                                                                                 | Tamoul    |                                                           |
| 1963  | Kalyaniyin Kanavan               | Kathiresan                                                                                  | Tamoul    |                                                           |
| 1963  | Annai Illam                      | Kumar / Kumaresan                                                                           | Tamoul    |                                                           |
| 1964  | Karnan                           | Karnan                                                                                      | Tamoul    |                                                           |
| 1964  | Ramadasu                         | Lakshmana                                                                                   | Télougou  | Apparence d'invité                                        |
| 1964  | School Master                    | Johny                                                                                       | Malayalam | Apparence d'invité                                        |
| 1964  | Pachai Vilakku                   | Sarathy                                                                                     | Tamoul    |                                                           |
| 1964  | Aandavan Kattalai                | Professor Krishnan / Moorthy                                                                | Tamoul    |                                                           |
| 1964  | Kai Koduttha Dheivam             | Raghu et Bharathiyar (déguisement)                                                          | Tamoul    |                                                           |
| 1964  | Puthiya Paravai                  | Gopal                                                                                       | Tamoul    |                                                           |
| 1964  | Muradan Muthu                    | Muthu / Kalimuthu                                                                           | Tamoul    |                                                           |
| 1964  | Navarathri                       | 9 rôles divers (déguisement)                                                                | Tamoul    | 100e film                                                 |
| 1965  | Palani                           | Palani                                                                                      | Tamoul    |                                                           |
| 1965  | Anbu Karangal                    | Sivaraman                                                                                   | Tamoul    |                                                           |
| 1965  | Santhi                           | Santhanam                                                                                   | Tamoul    |                                                           |
| 1965  | Thiruvilaiyadal                  | Dieu Shiva                                                                                  | Tamoul    |                                                           |
| 1965  | Neela Vaanam                     | Babu                                                                                        | Tamoul    |                                                           |
| 1966  | Motor Sundaram Pillai            | Sundaram Pillai                                                                             | Tamoul    |                                                           |
| 1966  | Mahakavi Kalidas                 | Kalidasan                                                                                   | Tamoul    |                                                           |
| 1966  | Thaaye Unakkaga                  | Major Swamy                                                                                 | Tamoul    | Apparence d'invité                                        |
| 1966  | Saraswati Sabatham               | Narada Muni / Vidhyapathy                                                                   | Tamoul    |                                                           |
| 1966  | Selvam                           | Selvam                                                                                      | Tamoul    |                                                           |
| 1967  | Kandhan Karunai                  | Veerabaghu Devan                                                                            | Tamoul    |                                                           |
| 1967  | Nenjirukkum Varai                | Raguraman                                                                                   | Tamoul    |                                                           |
| 1967  | Pesum Dheivam                    | Chandru                                                                                     | Tamoul    |                                                           |
| 1967  | Thangai                          | Madhan / Madhana gopal                                                                      | Tamoul    |                                                           |
| 1967  | Paaladai                         | Sekar                                                                                       | Tamoul    |                                                           |
| 1967  | Thiruvarutchelvar                | Sekkizhar, Sundaramoorthy Nayanar, Tiru Kurippu Thonda Nayanar, Thirunavukarasar / (Appar), | Tamoul    |                                                           |
| 1967  | Iru Malargal                     | Sundar                                                                                      | Tamoul    |                                                           |
| 1967  | Ooty Varai Uravu                 | Ravi                                                                                        | Tamoul    |                                                           |
| 1968  | Thirumal Perumai                 | Periyalvar, Thondaradippodi Alvar/ (Vibranarayanar), Thirumangai Alvar                      | Tamoul    |                                                           |
| 1968  | Harichandra                      | Harichandra Maharaja                                                                        | Tamoul    |                                                           |
| 1968  | Galatta Kalyanam                 | Madhan                                                                                      | Tamoul    |                                                           |
| 1968  | En Thambi                        | Kannan / Chinnaiya                                                                          | Tamoul    |                                                           |
| 1968  | Thillana Mohanambal              | "Sikkal" Nadaswara Chakravarthi Shanmugasundaram                                            | Tamoul    |                                                           |
| 1968  | Enga Oor Raja                    | Sedhupathy et Boopathy                                                                      | Tamoul    |                                                           |
| 1968  | Lakshmi Kalyanam                 | Kathirvel                                                                                   | Tamoul    |                                                           |
| 1968  | Uyarndha Manithan                | Raju / Rajalingam                                                                           | Tamoul    | 125e film                                                 |
| 1969  | Anbalippu                        | Velu                                                                                        | Tamoul    |                                                           |
| 1969  | Thanga Surangam                  | Rajan C.B.I Officier                                                                        | Tamoul    |                                                           |
| 1969  | Kaaval Dheivam                   | Samundi                                                                                     | Tamoul    |                                                           |
| 1969  | Gurudhatchanai                   | Kannan                                                                                      | Tamoul    |                                                           |
| 1969  | Anjal Petti 520                  | Prabu                                                                                       | Tamoul    |                                                           |
| 1969  | Nirai Kudam                      | Prabhakar / Docteur. Babu                                                                   | Tamoul    |                                                           |
| 1969  | Deiva Magan                      | Sankar, Kannan et Vijay                                                                     | Tamoul    | Tamil Nadu State Film Award du meilleur acteur            |
| 1969  | Thirudan                         | Raju                                                                                        | Tamoul    |                                                           |
| 1969  | Sivandha Mann                    | Bharath / (Mashinsha Arabiya (déguisement)                                                  | Tamoul    |                                                           |
| 1970  | Enga Mama                        | Gotteswaran                                                                                 | Tamoul    |                                                           |
| 1970  | Dharti                           | Ananth                                                                                      | Hindi     |                                                           |
| 1970  | Vilaiyaattu Pillai               | Muthaiya                                                                                    | Tamoul    |                                                           |
| 1970  | Vietnam Veedu                    | Padmanabhan Iyer                                                                            | Tamoul    |                                                           |
| 1970  | Ethiroli                         | Advogate Sankar                                                                             | Tamoul    |                                                           |
| 1970  | Raman Ethanai Ramanadi           | Sappattu Raman /Acteur Vijayakumar / Veera Shivaji (déguisement)                            | Tamoul    |                                                           |
| 1970  | Engirundho Vandhaal              | Sekar / Gunasekar                                                                           | Tamoul    |                                                           |
| 1970  | Sorgam                           | Sankar                                                                                      | Tamoul    |                                                           |
| 1970  | Paadhukaappu                     | Kanthan                                                                                     | Tamoul    |                                                           |
| 1971  | Iru Thuruvam                     | Rangan                                                                                      | Tamoul    |                                                           |
| 1971  | Thangaikkaaga                    | Ramu                                                                                        | Tamoul    |                                                           |
| 1971  | Arunodhayam                      | Prabhu                                                                                      | Tamoul    |                                                           |
| 1971  | Kulama Gunama                    | Chinna Thambi                                                                               | Tamoul    |                                                           |
| 1971  | Praptham                         | Kannan                                                                                      | Tamoul    |                                                           |
| 1971  | Sumathi En Sundhari              | Madhu                                                                                       | Tamoul    |                                                           |
| 1971  | Savaale Samali                   | Manickam                                                                                    | Tamoul    | 150e film                                                 |
| 1971  | Thenum Paalum                    | Ramu                                                                                        | Tamoul    |                                                           |
| 1971  | Moondru Dheivangal               | Siva                                                                                        | Tamoul    |                                                           |
| 1971  | Babu                             | Babu                                                                                        | Tamoul    |                                                           |
| 1972  | Raja                             | Raja / Sekar C.I.D Officier                                                                 | Tamoul    |                                                           |
| 1972  | Gnana Oli                        | Antony / Arun                                                                               | Tamoul    | Filmfare Award du meilleur acteur en tamoul               |
| 1972  | Pattikada Pattanama              | Mookaiya / Mukesh                                                                           | Tamoul    |                                                           |
| 1972  | Dharmam Engey                    | Rajasekar                                                                                   | Tamoul    |                                                           |
| 1972  | Thavapudhalavan                  | Nirmal                                                                                      | Tamoul    |                                                           |
| 1972  | Vasantha Maligai                 | Anandh                                                                                      | Tamoul    |                                                           |
| 1972  | Needhi                           | Raja                                                                                        | Tamoul    |                                                           |
| 1973  | Bharatha Vilas                   | Gopal                                                                                       | Tamoul    |                                                           |
| 1973  | Bangaru Babu                     |                                                                                             | Télougou  | Apparence d'invité                                        |
| 1973  | Rajaraja Cholan                  | Raja Raja Cholan                                                                            | Tamoul    |                                                           |
| 1973  | Ponnunjal                        | Muthu                                                                                       | Tamoul    |                                                           |
| 1973  | Bhakta Tukaram                   | Shivaji Maharaj                                                                             | Télougou  | Apparence d'invité                                        |
| 1973  | Engal Thanga Raja                | Dr Thangaraja / Pattakathi Bhairavan                                                        | Tamoul    |                                                           |
| 1973  | Gauravam                         | Barister Rajinikanth / Avocat Kannan                                                        | Tamoul    | Filmfare Award du meilleur acteur en tamoul               |
| 1973  | Manidharil Manikkam              | Dr.Ananth                                                                                   | Tamoul    |                                                           |
| 1973  | Rajapart Rangadurai              | Rangadurai / Rajapart                                                                       | Tamoul    |                                                           |
| 1974  | Sivagamiyin Selvan               | Ashok et Ananth                                                                             | Tamoul    |                                                           |
| 1974  | Thaai                            | Ananthan                                                                                    | Tamoul    | Dernier Film noir et blanc                                |
| 1974  | Vani Rani                        | Ranga                                                                                       | Tamoul    |                                                           |
| 1974  | Thanga Pathakkam                 | S. P. Chaudhury                                                                             | Tamoul    |                                                           |
| 1974  | En Magan                         | Raja and Eattu Ramaiya devar                                                                | Tamoul    |                                                           |
| 1974  | Anbai Thedi                      | Ramu                                                                                        | Tamoul    |                                                           |
| 1975  | Manidhanum Dheivamagalam         | Kumaraiya and Sundaram                                                                      | Tamoul    |                                                           |
| 1975  | Cinema Paithiyam                 | Vanchinathan                                                                                | Tamoul    | Apparence d'invité                                        |
| 1975  | Avandhan Manidhan                | Ravikumar                                                                                   | Tamoul    | 175e film                                                 |
| 1975  | Mannavan Vanthaanadi             | Dharmaraja / Thirumalai / Chandramohan                                                      | Tamoul    |                                                           |
| 1975  | Anbe Aaruyire                    | Saravanan                                                                                   | Tamoul    |                                                           |
| 1975  | Dr. Siva                         | Dr Siva                                                                                     | Tamoul    |                                                           |
| 1975  | Vaira Nenjam                     | Ananth Crime C.I.D Officier                                                                 | Tamoul    |                                                           |
| 1975  | Paattum Bharathamum              | Ravisankar et Arun                                                                          | Tamoul    |                                                           |
| 1976  | Unakkaga Naan                    | Raja                                                                                        | Tamoul    |                                                           |
| 1976  | Grahapravesam                    | Raju                                                                                        | Tamoul    |                                                           |
| 1976  | Sathyam                          | Dharmalingam                                                                                | Tamoul    |                                                           |
| 1976  | Uthaman                          | Gopi / Gopalakrishnan                                                                       | Tamoul    |                                                           |
| 1976  | Chitra Pournami                  | Sengodan                                                                                    | Tamoul    |                                                           |
| 1976  | Rojavin Raja                     | Raja                                                                                        | Tamoul    |                                                           |
| 1977  | Avan Oru Sarithiram              | Sankar I.A.S                                                                                | Tamoul    |                                                           |
| 1977  | Dheepam                          | Raja / Somu                                                                                 | Tamoul    |                                                           |
| 1977  | Ilaya Thalaimurai                | Sampath                                                                                     | Tamoul    |                                                           |
| 1977  | Jeevana Teeralu                  | Nagulu                                                                                      | Télougou  | Apparence d'invité                                        |
| 1977  | Chanakya Chandragupta            | Alexander                                                                                   | Télougou  | Apparence d'invité                                        |
| 1977  | Naam Pirandha Mann               | Santhanadevan                                                                               | Tamoul    |                                                           |
| 1977  | Annan Oru Koyil                  | Dr. Ramesh                                                                                  | Tamoul    |                                                           |
| 1978  | Andaman Kadhali                  | Prabhu                                                                                      | Tamoul    |                                                           |
| 1978  | Thyagam                          | Raja / Rajasekaran                                                                          | Tamoul    |                                                           |
| 1978  | Ennai Pol Oruvan                 | Sekar et Sundaramoorthy                                                                     | Tamoul    |                                                           |
| 1978  | Punniya Boomi                    | Manickam et Raju                                                                            | Tamoul    |                                                           |
| 1978  | General Chakravarthi             | Chakravarthi                                                                                | Tamoul    |                                                           |
| 1978  | Thacholi Ambu                    | Thacholi Othenakkurup                                                                       | Malayalam |                                                           |
| 1978  | Pilot Premnath                   | Premnath                                                                                    | Tamoul    |                                                           |
| 1978  | Justice Gopinath                 | Gopinath                                                                                    | Tamoul    |                                                           |
| 1979  | Thirisoolam                      | Rajasekhar, Shankar et Guru                                                                 | Tamoul    | 200e film                                                 |
| 1979  | Kavari Maan                      | Thyagarajan                                                                                 | Tamoul    |                                                           |
| 1979  | Nallathoru Kudumbam              | Raja / Dr.Rajaraman                                                                         | Tamoul    |                                                           |
| 1979  | Imayam                           | Gangadaran                                                                                  | Tamoul    |                                                           |
| 1979  | Naan Vazhavaippen                | Ravi                                                                                        | Tamoul    |                                                           |
| 1979  | Pattakkathi Bhairavan            | Bhairavan                                                                                   | Tamoul    |                                                           |
| 1979  | Vetrikku Oruvan                  | Saravanan                                                                                   | Tamoul    |                                                           |
| 1980  | Rishi Moolam                     | Santhosh I.P.S                                                                              | Tamoul    |                                                           |
| 1980  | Natchathiram                     | Lui-même                                                                                    | Tamoul    | Apparence d'invité                                        |
| 1980  | Dharma Raja                      | Dharmaraj                                                                                   | Tamoul    |                                                           |
| 1980  | Yamanukku Yaman                  | Sathya and Yama Dharmaraja                                                                  | Tamoul    |                                                           |
| 1980  | Ratha Paasam                     | Maharaja / Baba                                                                             | Tamoul    | Scénariste                                                |
| 1980  | Vishwaroopam                     | Sathyamoorthy / Raja                                                                        | Tamoul    |                                                           |
| 1981  | Mohana Punnagai                  | Rajasekaran,Raju,Ragavan                                                                    | Tamoul    |                                                           |
| 1981  | Sathya Sundharam                 | Mannangatti,Sundaram                                                                        | Tamoul    |                                                           |
| 1981  | Amara Kaaviyam                   | Raja                                                                                        | Tamoul    |                                                           |
| 1981  | Kalthoon                         | Parameswaran Kavundar                                                                       | Tamoul    |                                                           |
| 1981  | Lorry Driver Rajakannu           | Rajakannu                                                                                   | Tamoul    |                                                           |
| 1981  | Maadi Veettu Ezhai               | Paramanandam et Mohan                                                                       | Tamoul    |                                                           |
| 1981  | Keezh Vaanam Sivakkum            | Dr. Dwarakanath                                                                             | Tamoul    |                                                           |
| 1982  | Hitler Umanath                   | Umanath                                                                                     | Tamoul    |                                                           |
| 1982  | Oorukku Oru Pillai               | Siva                                                                                        | Tamoul    |                                                           |
| 1982  | Vaa Kanna Vaa                    | Naidu                                                                                       | Tamoul    |                                                           |
| 1982  | Garuda Saukiyama                 | Deenadayalan                                                                                | Tamoul    |                                                           |
| 1982  | Sangili                          | DSP Saravanan / Sangili                                                                     | Tamoul    |                                                           |
| 1982  | Vasandhathil Or Naal             | Rajasekaran                                                                                 | Tamoul    |                                                           |
| 1982  | Theerpu                          | Rajashekar                                                                                  | Tamoul    | 225e film                                                 |
| 1982  | Nivuru Gappina Nippu             |                                                                                             | Télougou  |                                                           |
| 1982  | Thyagi                           | I.G Ganesh / Kanwarlal                                                                      | Tamoul    |                                                           |
| 1982  | Thunai                           | Dhasaratharaman                                                                             | Tamoul    |                                                           |
| 1982  | Paritchaikku Neramaachu          | Narasimmachaari                                                                             | Tamoul    |                                                           |
| 1982  | Oorum Uravum                     | Manickam                                                                                    | Tamoul    |                                                           |
| 1982  | Nenjangal                        | Raja                                                                                        | Tamoul    |                                                           |
| 1983  | Bezawada Bebbuli                 | Ravindra                                                                                    | Télougou  |                                                           |
| 1983  | Uruvangal Maralam                | Dieu                                                                                        | Tamoul    | Apparence d'invité                                        |
| 1983  | Neethibathi                      | Justice Rajasekar                                                                           | Tamoul    |                                                           |
| 1983  | Imaigal                          | Akbar Baasha                                                                                | Tamoul    |                                                           |
| 1983  | Sandhippu                        | Ramanathan / Raja                                                                           | Tamoul    |                                                           |
| 1983  | Sumangali                        | Ramu                                                                                        | Tamoul    |                                                           |
| 1983  | Miruthanga Chakravarthi          | Miruthanga Chakravarthi Subbaiya                                                            | Tamoul    |                                                           |
| 1983  | Vellai Roja                      | Père James / S. P. Arul                                                                     | Tamoul    |                                                           |
| 1984  | Thiruppam                        | D.I.G Rajasekhar                                                                            | Tamoul    |                                                           |
| 1984  | Chiranjeevi                      | Chiranjeevi                                                                                 | Tamoul    |                                                           |
| 1984  | Tharaasu                         | Manaalan                                                                                    | Tamoul    |                                                           |
| 1984  | Vaazhkai                         | Raja / Rajasekaran                                                                          | Tamoul    |                                                           |
| 1984  | Sarithira Nayagan                | Pandiaraja                                                                                  | Tamoul    |                                                           |
| 1984  | Simma Soppanam                   | Avocate Karthikeyan                                                                         | Tamoul    |                                                           |
| 1984  | Ezhuthatha Sattangal             | Nazeer                                                                                      | Tamoul    |                                                           |
| 1984  | Iru Medhaigal                    | Ranga                                                                                       | Tamoul    |                                                           |
| 1984  | Dhavani Kanavugal                | Chidambaram                                                                                 | Tamoul    |                                                           |
| 1984  | Vamsa Vilakku                    | Sathyamoorthy et Chakravarthy                                                               | Tamoul    |                                                           |
| 1985  | Bandham                          | Abraham                                                                                     | Tamoul    |                                                           |
| 1985  | Naam Iruvar                      | Veerayya                                                                                    | Tamoul    | 250e film                                                 |
| 1985  | Padikkadha Pannaiyar             | Periya Pannaiyar                                                                            | Tamoul    |                                                           |
| 1985  | Needhiyin Nizhal                 | D.I.G Nithyanandam                                                                          | Tamoul    |                                                           |
| 1985  | Nermai                           | Gowrisankar                                                                                 | Tamoul    |                                                           |
| 1985  | Muthal Mariyathai                | Malaichami                                                                                  | Tamoul    | Filmfare Award du meilleur acteur en tamoul               |
| 1985  | Raja Rishi                       | Saint Vishvamithrar Maharishi                                                               | Tamoul    |                                                           |
| 1985  | Padikkadavan                     | Rajasekhar                                                                                  | Tamoul    |                                                           |
| 1986  | Saadhanai                        | Director Ramkumar                                                                           | Tamoul    |                                                           |
| 1986  | Marumagal                        | Chandrasekhar                                                                               | Tamoul    |                                                           |
| 1986  | Anandha Kanneer                  | Kalyanarama Iyer                                                                            | Tamoul    |                                                           |
| 1986  | Viduthalai                       | Rajasingam                                                                                  | Tamoul    |                                                           |
| 1986  | Thaaiku Oru Thaalaattu           | Rajasekarn                                                                                  | Tamoul    |                                                           |
| 1986  | Lakshmi Vandhachu                | Rajasekar                                                                                   | Tamoul    |                                                           |
| 1986  | Mannukkul Vairam                 | Thavasi                                                                                     | Tamoul    |                                                           |
| 1987  | Raja Mariyadhai                  | Rajasekar                                                                                   | Tamoul    |                                                           |
| 1987  | Kudumbam Oru Koyil               | Shankar                                                                                     | Tamoul    |                                                           |
| 1987  | Muthukkal Moondru                | Père de l'Église                                                                            | Tamoul    |                                                           |
| 1987  | Veerapandiyan                    | Paandi                                                                                      | Tamoul    |                                                           |
| 1987  | Anbulla Appa                     | Rajasekaran                                                                                 | Tamoul    |                                                           |
| 1987  | Vishwanatha Nayakudu             | Nagama Nayaka                                                                               | Télougou  |                                                           |
| 1987  | Agni Putrudu                     | Chaitanya                                                                                   | Télougou  |                                                           |
| 1987  | Krishnan Vandhaan                | Sivaraman                                                                                   | Tamoul    |                                                           |
| 1987  | Jallikattu                       | Ram Prakash                                                                                 | Tamoul    |                                                           |
| 1987  | Thambathyam                      | Sathyamoorthy                                                                               | Tamoul    |                                                           |
| 1988  | En Thamizh En Makkal             |                                                                                             | Tamoul    |                                                           |
| 1988  | Puthiya Vaanam                   | D. I. G. Pandidurai                                                                         | Tamoul    | 275e film                                                 |
| 1991  | Gnana Paravai                    | Sivaji                                                                                      | Tamoul    |                                                           |
| 1992  | Naangal                          | Chathurvedi                                                                                 | Tamoul    |                                                           |
| 1992  | Chinna Marumagal                 |                                                                                             | Tamoul    |                                                           |
| 1992  | Mudhal Kural                     | Jeeva                                                                                       | Tamoul    |                                                           |
| 1992  | Devar Magan                      | Periya Devar                                                                                | Tamoul    | Prix National du film - Jury spécial                      |
| 1993  | Paarambariyam                    | Rajamannar                                                                                  | Tamoul    |                                                           |
| 1995  | Pasumpon                         | Durairasu Devar                                                                             | Tamoul    |                                                           |
| 1997  | Once More                        | Selvam                                                                                      | Tamoul    |                                                           |
| 1997  | Oru Yathramozhi                  | Anantha Subramaniam                                                                         | Malayalam |                                                           |
| 1998  | En Aasai Rasave                  | Valayapathi                                                                                 | Tamoul    |                                                           |
| 1999  | Mannavaru Chinnavaru             | Rajashekar                                                                                  | Tamoul    |                                                           |
| 1999  | Padayappa                        | Père de Padayappa                                                                           | Tamoul    |                                                           |
| 1999  | Pooparika Varugirom              | Auteur                                                                                      | Tamoul    |                                                           |

## Awards et honneurs

### Distinctions civiles: nationales et internationales
- 1966 - Padma Shri du gouvernement indien
- 1984 - Padma Bhushan du gouvernement indien
- 1995 - Chevalier décerné par l'ordre national de la Légion d'honneur de France

### Prix internationaux
- 1960 - Prix du meilleur acteur en Asie - Continent africain au Festival du film afro-asiatique pour Veerapandiya Kattabomman

### Autres distinctions internationales
- 1960 - Maire d'un jour pour la ville de Niagara Falls et reçoit la clé d'or du Caire.
- 1962 - L'ambassadeur culturel de l'Inde invité par John F. Kennedy dans le cadre du programme d'échange culturel
- 1991 - Citoyenneté à Columbus, Ohio, USA par le gouvernement des États-Unis

### Prix nationaux du film
- 1992 - Prix national du film - Prix spécial du jury pour Thevar Magan
- 1996 - Prix Dadasaheb Phalke

### Filmfare Awards South
- 1972 - Prix du meilleur acteur tamoul de Filmfare pour Gnana Oli
- 1973 - Prix du meilleur acteur tamoul de Filmfare pour Gauravam
- 1985 - Prix du meilleur acteur tamoul de Filmfare pour Muthal Mariyathai
- 1985 - Filmfare Lifetime Achievement Award - Sud

### Tamil Nadu State Film Awards
- 1969 - Tamil Nadu State Film Award du meilleur acteur pour Deivar Magan
- 1970 - Tamil Nadu State Film Award du meilleur film pour Vietnam Veedu
- 1989 - Prix honorifique du film d'État du Tamil Nadu - Prix MGR

### Autres honneurs
- 1986 - Doctorat honorifique de l'université Annamalai
- 1962 - Kalaimamani de gouvernement du Tamil Nadu
- 1998 - Prix national NTR du gouvernement d'Andhra Pradesh